# Gyepmester

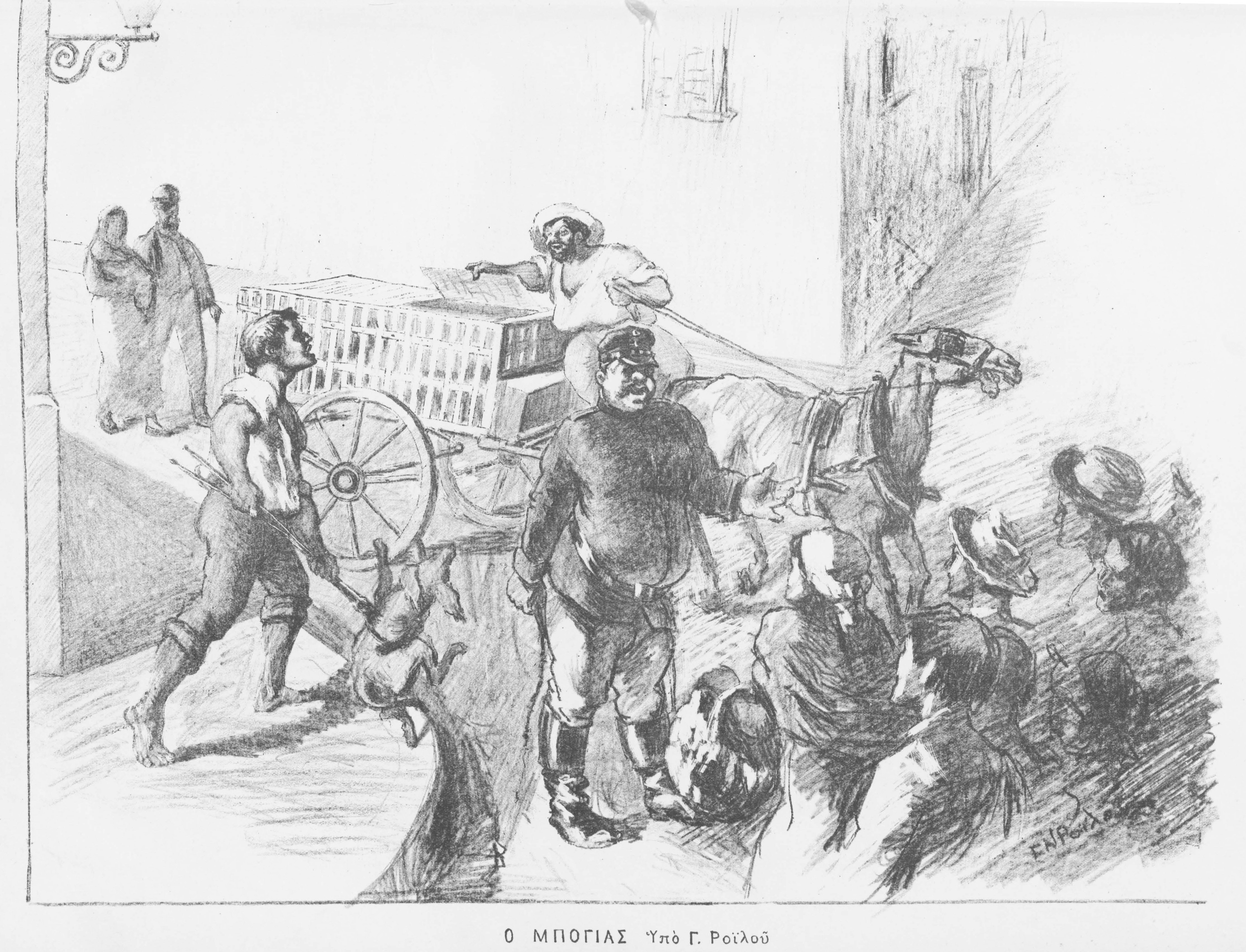
Gyepmesterek ábrázolása 1896-ból

A gyepmester (más néven sintér) az állategészségügy területén, általában önkormányzati alkalmazásban vagy megbízásból dolgozó személy, aki a kóbor jószágokat befogja, a közterületen elhullott állatokat és madarakat begyűjti, a gyepmesteri telepen megfigyelésre elhelyezett állatokat gondozza, az elrendelt gyérítéseket végrehajtja, illetve elvégzi az önkormányzat által elrendelt egyéb állategészségügyi vonatkozású köztisztasági feladatokat.